# Lasianthus cyanocarpus
Lasianthus cyanocarpus är en måreväxtart som beskrevs av William Jack. Lasianthus cyanocarpus ingår i släktet Lasianthus och familjen måreväxter. Inga underarter finns listade i Catalogue of Life.